# نادي فاسالوندس
نادي فاسلوندس لكرة القدم (بالسويدية:Vasalunds IF) نادي كرة قدم سويدي يلعب في دوري الدرجة الممتازة.

## روابط خارجية
لا توجد روابط لمواقع التواصل الاجتماعي.